# آيت إيعزة (إيڭيدي)
آيت إيعزة هي إحدى مشيخات المملكة المغربية، تتبع جغرافيا لإقليم تارودانت وإداريًا لإيڭيدي. يقدر عدد سكانها بـ 1920 نسمة حسب الإحصاء الرسمي للسكان والسكنى لسنة 2004.